# Eyendorf
Eyendorf – miejscowość i gmina położona w niemieckim kraju związkowym Dolna Saksonia, w powiecie Harburg, należy do gminy zbiorowej (niem. Samtgemeinde) Salzhausen.

## Położenie geograficzne
Eyendorf leży w centralnej części Pustaci Lüneburskiej. Od wschodu i północy ma sąsiedztwo gminy Salzhausen, od zachodu graniczy z gminą Gödenstorf, i od południa graniczy z powiatem Lüneburg.

## Historia
Eyendorf został założony w 1084.

## Komunikacja
Eyendorf znajduje się zaledwie 5 km. na wschód od autostrady A7 z węzłem komunikacyjnym Garlstorf.